# Југославија на избору за Песму Евровизије 1965.
Југославија је учествовала на Песми Евровизије 1965, одржаној у Напуљу, Италија.

### Југовизија 1965
Југословенско национално финале одржано је 6. фебруара у Радничком дому у Загребу. Домаћин је била Жељка Марковић. У финалу је било 8 песама, са пет поднационалних јавних емитера. Поднационални јавни емитер РТВ Скопје се вратио. Победник је изабран гласовима осмочланог жирија стручњака, по једног поротника за сваку од шест република и две аутономне покрајине. Победничка песма је "Чежња" у извођењу хрватског певача Вице Вукова, коју је компоновао Јулијо Марић, а написао Жарко Роје.
| Финале – 6. фебруар 1965 | Финале – 6. фебруар 1965 | Финале – 6. фебруар 1965     | Финале – 6. фебруар 1965 | Финале – 6. фебруар 1965 | Финале – 6. фебруар 1965 |
| редни бр.                | Емитер                   | Уметник                      | Песма                    | Бодова                   | Место                    |
| ------------------------ | ------------------------ | ---------------------------- | ------------------------ | ------------------------ | ------------------------ |
| 1                        | РТВ Сарајево             | Вице Вуков                   | "Чежња"                  | 16                       | 1                        |
| 2                        | РТВ Љубљана              | Марјана Держај               | "Шкрат при клавирју"     | 0                        | 12                       |
| 3                        | РТВ Скопје               | Ђорђе Марјановић             | "Пролетни ветре"         | 6                        | 4                        |
| 4                        | РТВ Сарајево             | Мара Поповић & Трио Ивановић | "Осјећам се сам"         | 0                        | 12                       |
| 5                        | РТВ Београд              | Вице Вуков                   | "Путују дани и реке"     | 5                        | 7                        |
| 6                        | РТВ Загреб               | Габи Новак                   | "Први снијег"            | 9                        | 2                        |
| 7                        | РТВ Љубљана              | Марјана Держај               | "То је мој злати син"    | 3                        | 10                       |
| 8                        | РТВ Београд              | Ђорђе Марјановић             | "Стари крај"             | 6                        | 4                        |
| 9                        | РТВ Загреб               | Ладо Лесковар                | "соната"                 | 0                        | 12                       |
| 10                       | РТВ Београд              | Ладо Лесковар                | "Ветар с планине"        | 5                        | 7                        |
| 11                       | РТВ Скопје               | Вице Вуков                   | "Лени"                   | 5                        | 7                        |
| 12                       | РТВ Скопје               | Вице Вуков                   | "О, другар мој"          | 3                        | 10                       |
| 13                       | РТВ Љубљана              | Марјана Держај               | "Вземи мој насмех"       | 6                        | 4                        |
| 14                       | РТВ Београд              | Крста Петровић               | "У мору бих спавао"      | 8                        | 3                        |

## На Евровизији
Вице Вуков је добио 2 бода, заузевши 12. место од 18 земаља које се такмиче.